# Anthessius longipedis
Anthessius longipedis is een eenoogkreeftjessoort uit de familie van de Anthessiidae. De wetenschappelijke naam van de soort is voor het eerst geldig gepubliceerd in 1992 door Ho & Kim I.H..